# Bianco anti-flash
Il bianco anti-flash (o Munsell) è una tipologia brillante di bianco utilizzata per dipingere alcuni bombardieri strategici statunitensi, britannici e sovietici. Ad esempio, i Vickers Valiant e gli Avro Vulcan prodotti verso la fine degli anni 1950 erano tipicamente di tale colore, che venne adottato anche per le superfici inferiori dei primissimi Boeing B-52 Stratofortress. L'intento del bianco anti-flash era quello di proteggere maggiormente l'aereo e il suo equipaggio dalle radiazioni termiche prodotte dalle esplosioni nucleari.